# Pseudotriton diastictus
Pseudotriton diastictus es una especie de salamandra de la familia Plethodontidae.

## Hábitat y distribución
Es endémica de los Estados Unidos, distribuyéndose en los estados de Virginia Occidental y Kentucky. El hábitat incluye zonas fangosas, donde se encuentra a menudo bajo troncos o piedras a lo largo de arroyos poco profundos y de curso lento, generalmente, en zonas boscosas. A veces esta salamandra puede encontrarse en zanjas o acequias y otras zonas húmedas alejadas de las pequeñas masas de agua alrededor de las que viven, y puede cruzar carreteras en gran número en días de gran humedad o de lluvia. Las puestas se suelen hacer bajo hojas en pequeñas y tranquilas charcas o estanques.

## Estado de conservación
Esta especie se caracteriza porque sus poblaciones son dispersas y es muy raro verla en grandes números. Se estima que la especie se compone de unos 10.000 individuos, aunque la especie se encuentra en un declive de alrededor del 20%. Las principales amenazas para su supervivencia son el crecimiento de las zonas industriales, residenciales, turísticas y recreativas; construcción de vías y carreteras, y deforestación.